# Железногорск (ЗАТО)
ЗАТО Железного́рск — муниципальное образование и закрытое административно-территориальное образование в Красноярском крае России.
Административный центр — город Железногорск.
С точки зрения административно-территориального устройства соответствующая административно-территориальная единица имеет статус закрытого административно-территориального образования (ЗАТО город Железногорск).
С точки зрения муниципального устройства, муниципальное образование ЗАТО Железногорск имеет статус городского округа.

## География
ЗАТО на севере граничит с Сухобузимским районом, на юге — с Берёзовским районом, приближаясь к городскому округу Сосновоборск.

## Население
| 2002    | 2009     | 2010    | 2012    | 2013    | 2014    | 2015    |
| ------- | -------- | ------- | ------- | ------- | ------- | ------- |
| 102 620 | ↘102 169 | ↘93 841 | ↘93 808 | ↗94 055 | ↘93 998 | ↘93 927 |
| 2016    | 2017     | 2018    | 2019    | 2020    | 2021    | 2025    |
| ↘93 598 | ↘93 169  | ↘92 851 | ↘92 302 | ↘91 379 | ↘90 290 | ↘87 322 |

## Населённые пункты
ЗАТО (городской округ) включает 6 населённых пунктов:
| № | Населённый пункт | Тип населённого пункта        | Население |
| - | ---------------- | ----------------------------- | --------- |
| 1 | Додоново         | посёлок                       | ↘700      |
| 2 | Железногорск     | город, административный центр | ↘80 081   |
| 3 | Новый Путь       | посёлок                       | ↗734      |
| 4 | Подгорный        | пгт                           | ↘5492     |
| 5 | Тартат           | посёлок                       | ↗577      |
| 6 | Шивера           | деревня                       | ↘275      |

Посёлки Додоново, Новый Путь и деревня Шивера были включены в административно-территориальное подчинение администрации Железногорска Законом Красноярского края от 4 октября 1994 года № 3-51, до того посёлок Новый Путь входил в состав Есаульского сельсовета Берёзовского района, а деревня Шивера в состав Частоостровского сельсовета Емельяновского района.

## Местное самоуправление
Совет депутатов ЗАТО город Железногорск
Дата формирования: 14.03.2015. Срок полномочий: 5 лет
Глава ЗАТО г. Железногорск
- Чернятин Дмитрий Михайлович